# 劉興達
劉興達太平紳士 (Lau Hing Tat, Patrick, JP )，中國香港人，是一位註冊園境師及都市設計師。現為泛亞環境國際控股有限公司主席、香港顧問園境師協會主席、亞洲人居環境協會主席、新世紀(可持續發展)協會主席、武漢市政協常委等。

## 簡歷
劉興達於1983年畢業於加拿大多倫多大學，並獲得景觀建築 學士學位；然後又於1989年在香港大學建築學院獲得城市設計碩士學位。於1981年，他開辦自己的公司—泛亞環境（國際）有限公司，曾參與不少大小型環境建築工程及都市設計，其中包括：香港迪士尼樂園渡假區、北京奧運水上公園、北京奧運選手村、蘇州舊城改造等專案。劉興達的社會公職包括：香港政府東區區議會議員(委任)、武漢市政協委員、亞洲人居環境協會主席、香港政府城市規劃上訴委員會委員等。於1999年，他參與爭取在香港立法註冊園境師，現為香港園境師註冊局始創人；於2004年，他與亞洲各國人士創辦了亞洲人居環境協會，並獲選為該會主席。

## 工作

### 專業
- 英國環境建築師學會註冊 – 1987
- 香港大學園境碩士課程校外主考官 - 1994-1996
- 香港園境師學會會長 - 1994-1998
- 園境師註冊局始創人 – 1999
- 美國土地學會理事 – 1997
- 香港顧問園境師協會主席

### 公職
- 香港政府東區區議會議員(委任)
- 香港政府共建維港委員會委員
- 香港政府土地建設諮詢地政委員
- 香港政府社區參與綠化委員會委員
- 香港專業聯盟理事
- 武漢市政協委員
- 亞洲人居環境協會主席
- 江蘇省海外聯誼會理事
- 香港愛護樹木協會副主席
- 雲南省海外聯誼會理事
- 中國人居環境委員會專家理事
- 新世紀(可持續發展)協會主席
- 環保建築專業議會前副主席
- 新華社香港地區事務顧問 - 1994-1997
- 中華全國青年委員 - 2000-2005
- 香港政府城市規劃上訴委員會委員

## 影響
劉興達曾擔任香港園境師學會會長。任內，他推動著園境專業發展和教育，參與爭取立法註冊專業園境師。
劉興達在1999年創辦了新世紀協會並且以社區活動的形式宣揚可持續發展的理念和重要性。
2004年，他又與亞洲各國人士以改善人居環境為目標，創辦了亞洲人居環境協會，並獲選為該會主席。